# Hyophorbe lagenicaulis
Hyophorbe lagenicaulis é uma espécie de planta angiospérmica da família Arecaceae. É nativa na Ilha Redonda, Maurícia.